# حدب العلقة
قرية حدب العلقة، هي إحدى قرى منطقة دورا في محافظة الخليل جنوب الضفة الغربية، وتقع إلى الجنوب الغربي من مدينة الخليل، وعلى بعد 12 كم منها، يحدها من الشرق قرية عبدة وقرية العلقة الفوقا، ومن الشمال قرية الصرة، ومن الغرب قرية دير العسل التحتا وقرية إسكيك، ومن الجنوب قرية كرزا.

## السكان
وصل عدد السكان إلى 625 نسمة في عام 2007 حسب الجهاز المركزي للإحصاء الفلسطيني، منهم 301 نسمة من الذكور، و324 نسمة من الإناث، ويبلغ عدد الأسر 111 أسرة، وعدد الوحدات السكنية 119.

## قطاع التعليم
بلغت نسبة الأمية لدى سكان قرية حدب العلقة للعام 2007 ، حوالي 7.9%، وقد شكلت نسبة الإناث 85.3% منها وهذه تعتبر نسبة عالية مقارنة بنسبة الذكور. ومن مجموع السكان المتعلمين.
| الجنس   | أمي | يستطيع القراءة والكتابة | ابتدائي | إعدادي | ثانوي | دبلوم متوسط | بكالوريوس | دبلوم عالي | ماجستير | دكتوراة | المجموع |
| ------- | --- | ----------------------- | ------- | ------ | ----- | ----------- | --------- | ---------- | ------- | ------- | ------- |
| ذكور    | 5   | 33                      | 57      | 52     | 49    | 2           | 13        | 1          | 1       | -       | 213     |
| إناث    | 29  | 27                      | 55      | 54     | 50    | 1           | 3         | -          | -       | -       | 219     |
| المجموع | 34  | 60                      | 112     | 106    | 99    | 3           | 16        | 1          | 1       | 0       | 432     |

## قطاع الصحة
تفتقر القرية إلى الخدمات الصحية الأساسية. فلا يوجد عيادات، سيارات إسعاف، وصيدليات، باستثناء وجود مركز صحي تابع للقطاع الحكومي، حيث يقدم الخدمات للأطفال والنساء بمعدل يوم واحد في الأسبوع. وتعاني الخدمات الصحية في القرية من عدة مشاكل، ومنها: عدم وجود عيادات متخصصة، عدم وجود أطباء مقيمين في القرية، عدم وجود مستشفيات قريبة من القرية. لذا يضطر المرضى في القرية التوجه إلى المرافق الصحية الموجودة في بلدة دورا، والتي تبعد عن القرية حوالي 7 كم.